# Infinity Bridge
Infinity Bridge är en offentlig gång- och cykelbro över floden Tees i Stockton-on-Tees i nordöstra England. Bron är belägen en kilometer nedströms Stocktons stadskärna, mellan broarna Princess of Wales och Tees Barrage. På södra stranden av Tees sammanbinder bron Teesdale Business Park och Queen's campus tillhörande Durhams universitet i Thornaby-on-Tees. På den norra stranden sammanbinds forna Tees Valley Regeneration med utvecklingsområdet Northshore development.
Bron var del av ett upprustningsprogram av den norra stranden under ledning av Tees Valley Regeneration.  Byggnationen pågick 2007–2008, kostade 15 miljoner pund och finansierades med anslag från Stockton Brough Council, English Partnerships och dess efterföljare Homes and Communities Agency, One NorthEast, och Europeiska regionala utvecklingsfonden.
Bron hade projekttiteln North Shore Footbridge innan den gavs dess officiella namnet Infinity Bridge, valt av en panel bestående av finansiärer som valde bland namn föreslagna av allmänheten. Namnet härstammar från oändlighetssymbolen som bildas av bron och dess reflektion i vattnet.

## Priser och utnämningar
- ICE Robert Stephenson Award 2009
- Institute of Civil Engineers Supreme Award for Structural Excellence 2009
- En av fyra vinnare i kategorin "mest dramatiska utförande i stål" på Structural steel design awards 2010.[10]
- RIBA Award 2010.[11]

## Design
Dåvarande White Young Green Group skapade designunderlaget till den internationella designtävlingen för den påtänkta bron som utlystes av Royal Institute of British Architects och som offentliggjordes i april 2003. Underlaget ställde krav på ett prestigefyllt och ikonbildande landmärke som spänner över floden Tees som är 125 m bred vid den angivna platsen.
Fler än 200 förslag skickades in till tävlingen som gallrades ner till en lista med fem förslag. Vinnare blev slutligen Expedition Engineering och arkitektbyrån Spence Associates.
Det grundläggande konstruktionsuppdraget leddes av Expedition Engineering biträtt av Arup Materials, Balfour Beatty Regional Civil Engineering, Black and Veatch, Bridon, Cambridge University, Cleveland Bridge UK, Dorman Long Technology, Flint & Neill, Formfab, GCG, GERB, Imperial College, RWDI, Spence Associates, Speirs & Major, Stainton, och William Cook medan White Young Green var projektledare.
English Partnerships utsåg Flint & Neill Limited att utföra en oberoende s.k. category III-kontroll av konstruktionen bestående av laster, vindtunneltester och olika brottgränsfall, ett antal aspekter som faller utanför gällande standards. Bron har en beräknad livstid på 120 år.

### Beskrivning
Bron består av ett par kontinuerliga, lutande stålbågar med varierande tvärsnittsform i vilket ett prefabricerat betongdäck är upphängt och har ett asymmetriskt placerat fundament i floden. De lutande bågarna är tillverkade av boxformade segment av rosttrög stålplåt. Bågarna svänger inom spannet och närmar sig varandra i toppen medan de är åtskilda över flodfundamentet. Ett symmetriskt element sammanbinder bågarna vid flodfundamentet och gör att de två bågarna bildar en kontinuerlig kurva.
Flodfundamentet är tänkt att vara ett stöd för vattensport och fritidsbåtar på ena sidan. Flodfundamentet bärs upp av ett kvadratiskt 11,5 m stort och 2 m högt block på sexton ihåliga stålrör med en diameter på 1 meter.  På blocket under vattenytan finns fyra 3 m cylinderformade betongben på vilka de fyra lutande gråa stålben som syns ovan vattenytan är bultade och svetsade De båda betongfundamenten, ett på respektive flodbank, stöds på fyra 500 mm ihåliga stålrör.

### Ljussättning

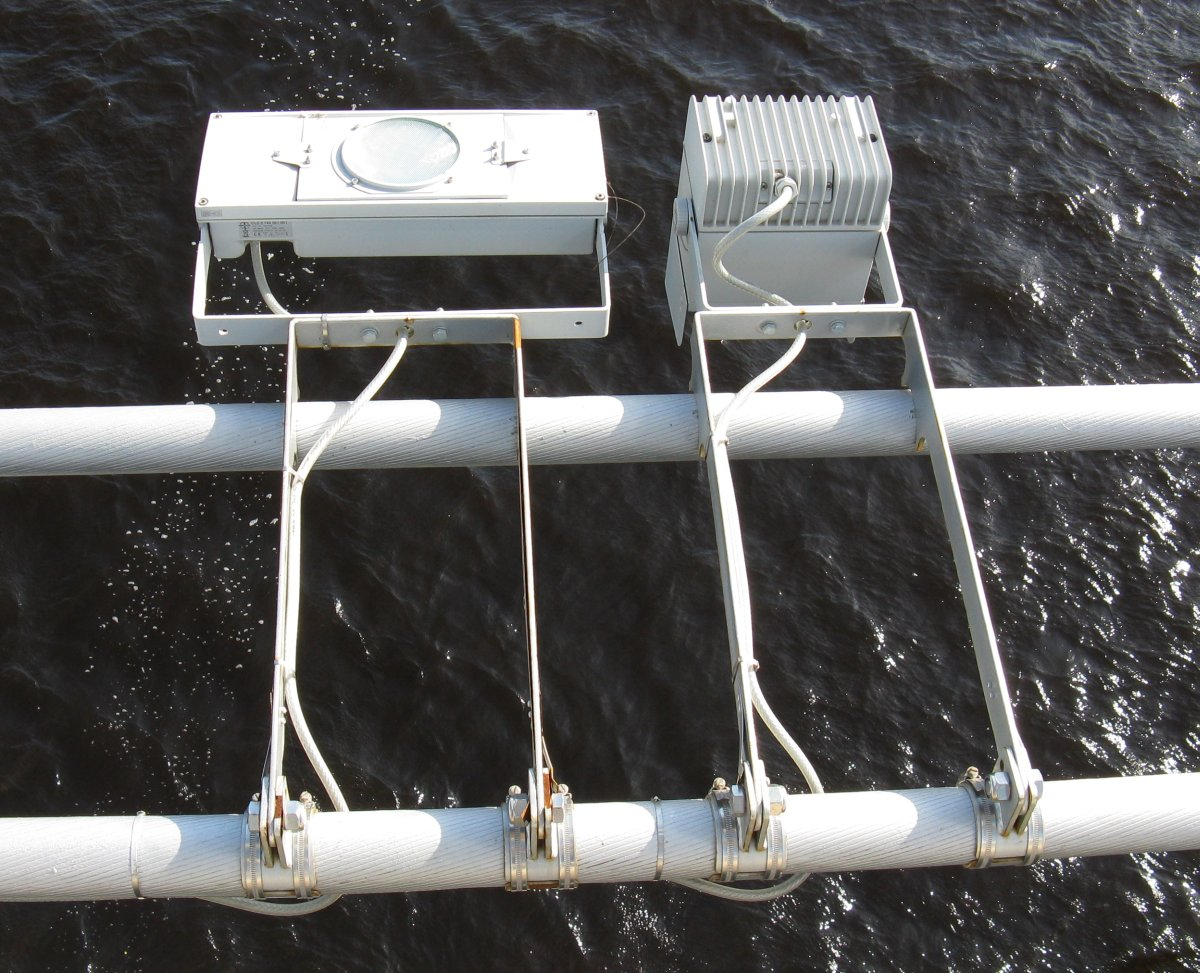
Vita metal-halogen up-lights, och blå LED down-lights fästa vid två stålkablar som löper längs ena sidan av brobanan.

Speciella effekter erhålls när bron är belyst på natten. Ljussättningen är gjord av Speirs and Major Associates som även gjorde ljussättning av Burj Al Arab. På natten lyses brons ledstänger och gångbana upp med blå och vita LED-lampor inbyggda i ledstängerna som växlar färg när någon passerar. Fästa vid stålkablarna finns vita metal-halogen up-lights för att belysa de vitmålade brobågarna, och blå LED down-lights för att belysa vattnet och markytan under brobanan. När vattenytan är spegelblank, bildar de två belysta bågarna från vissa viklar tillsammans med reflektionen i floden oändlighetssymbolen ∞, och det är denna effekt som inspirerat till brons namn.

## Bilder

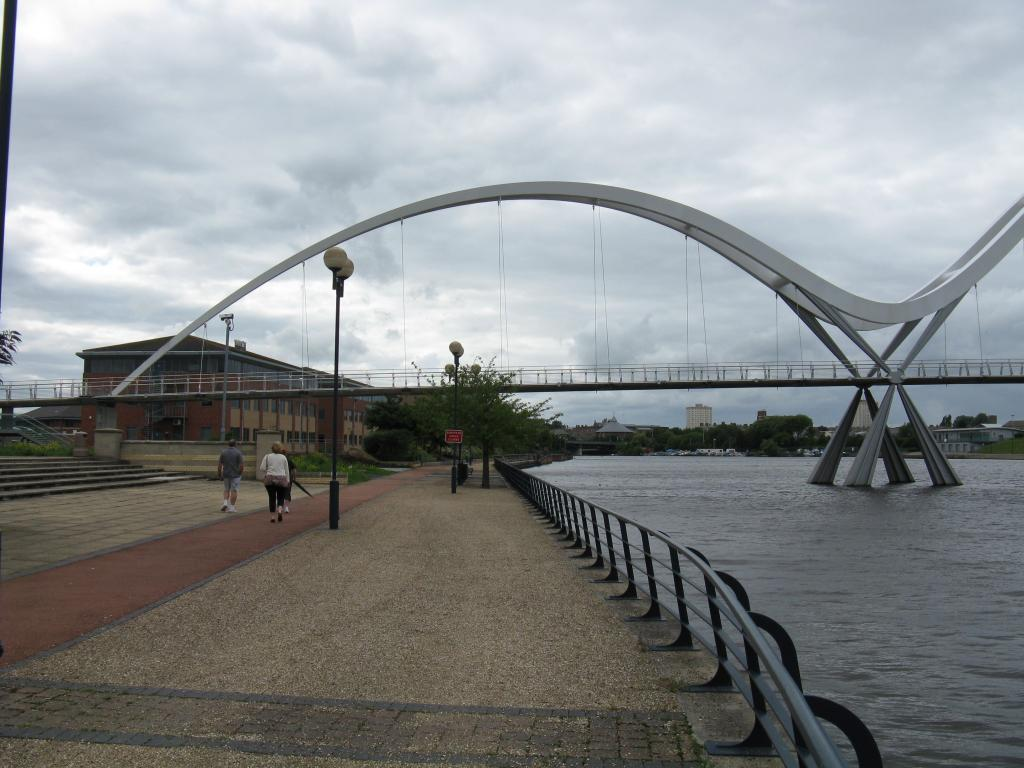
Den större, södra bågen.
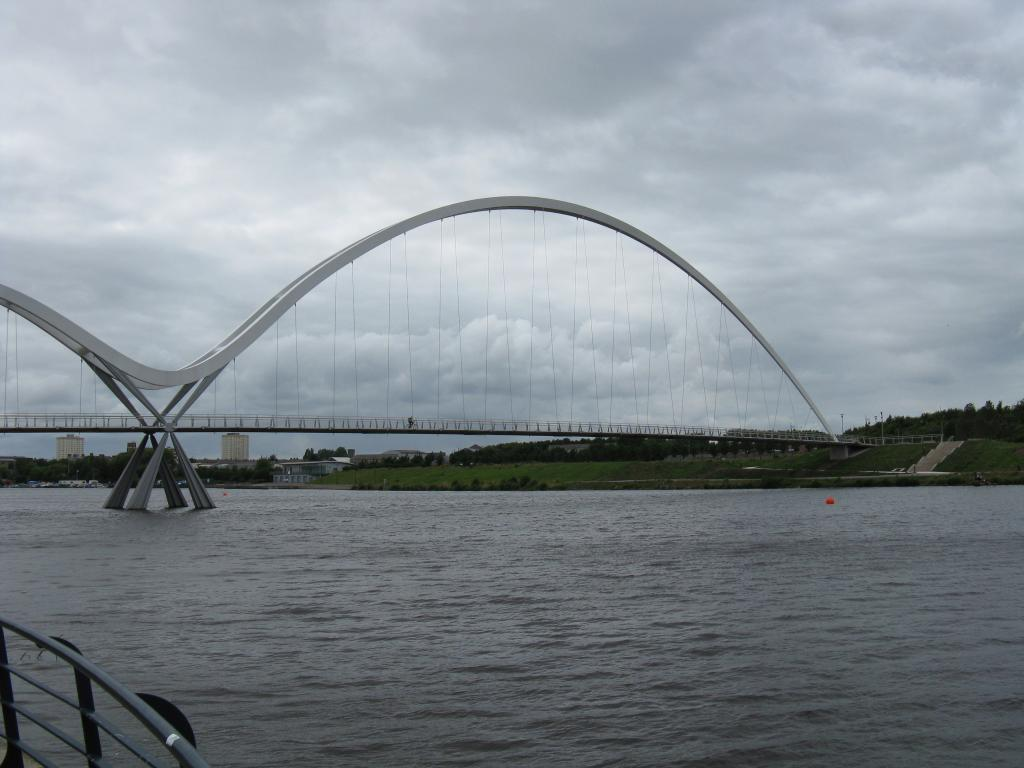
Den mindre, norra bågen.
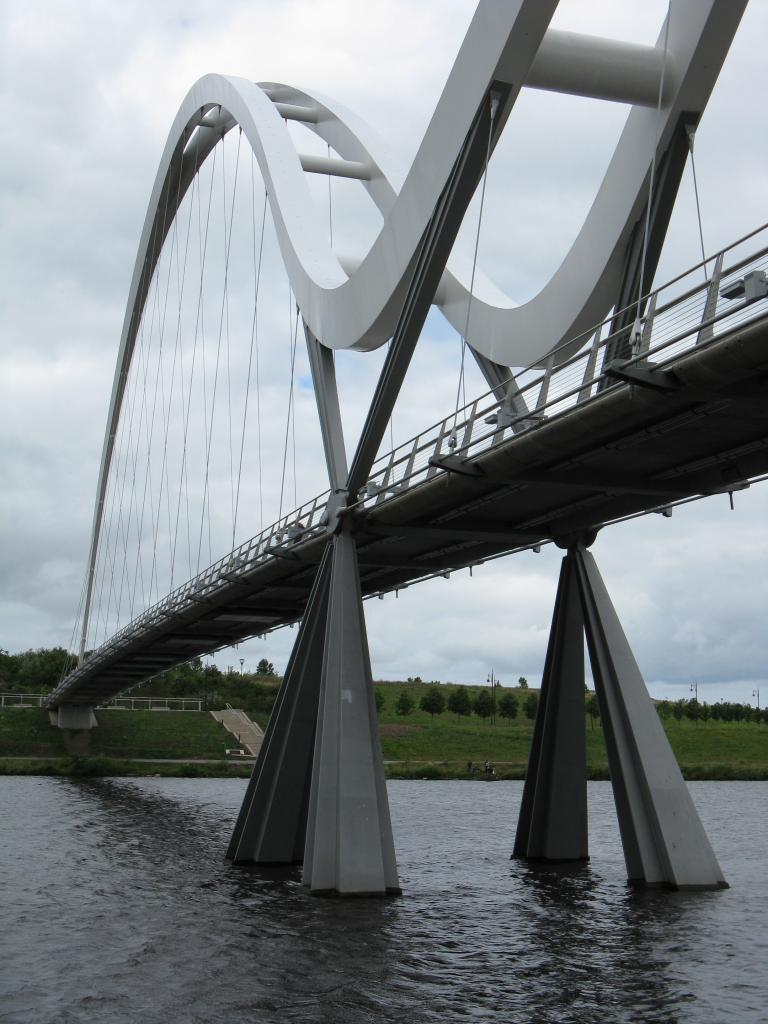
Flodfundamentet och den stora bågen.
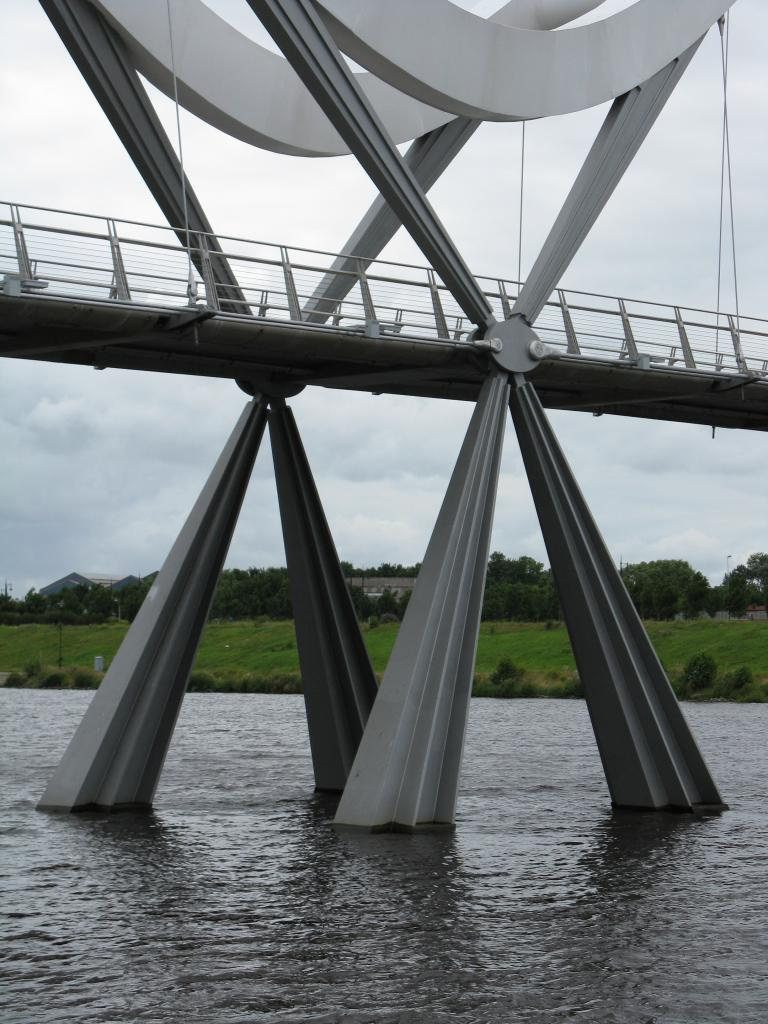
Flodfundamentet.
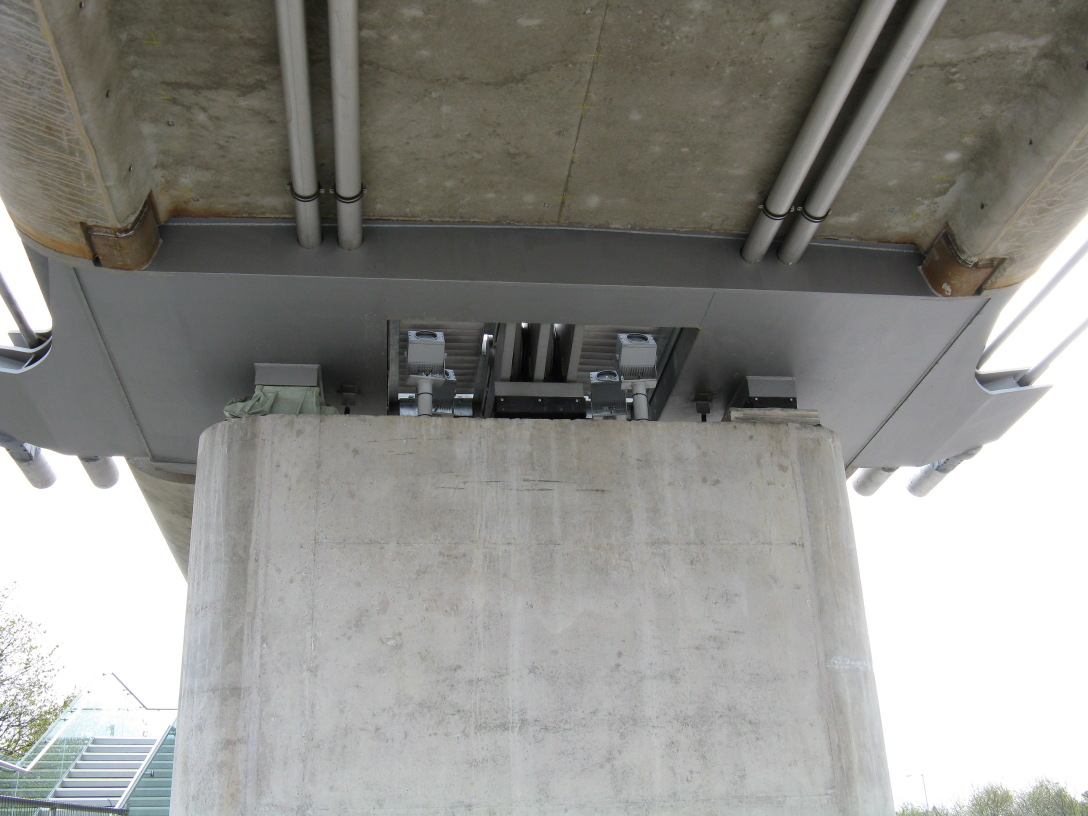
Södra flodbankens pelare med stötdämpare, sedd från norra sidan.
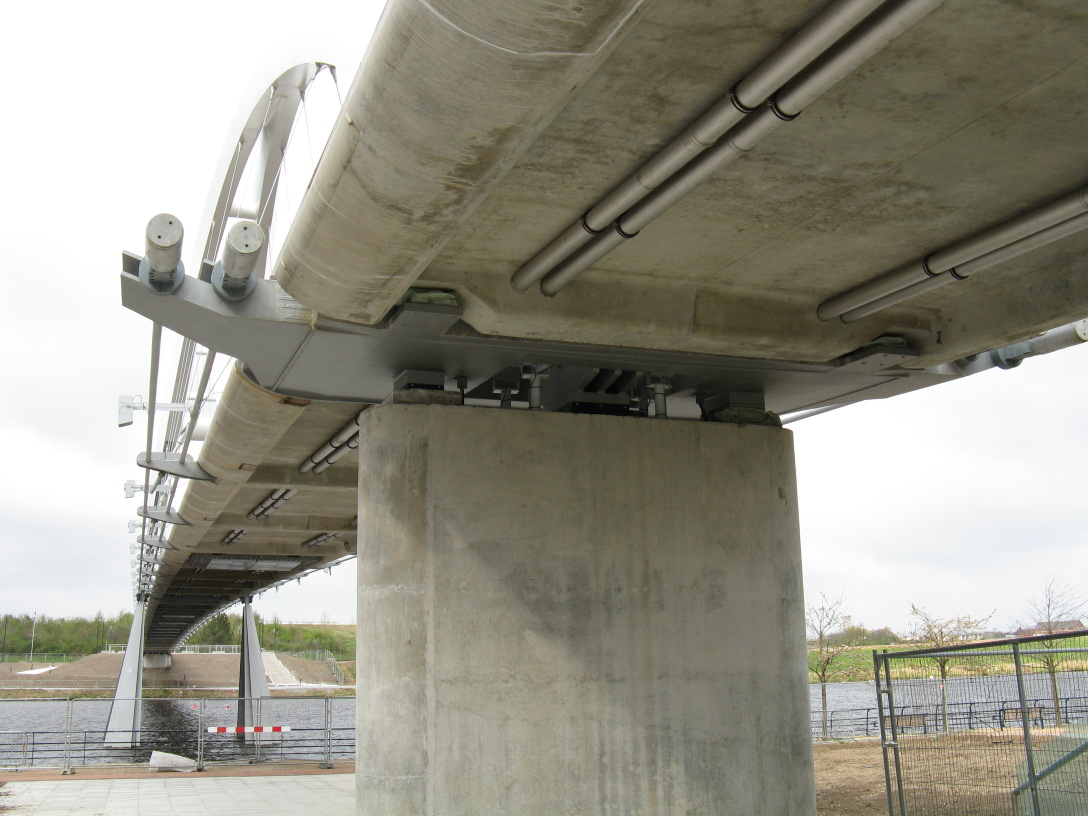
Södra flodbanken och betongdäcket.
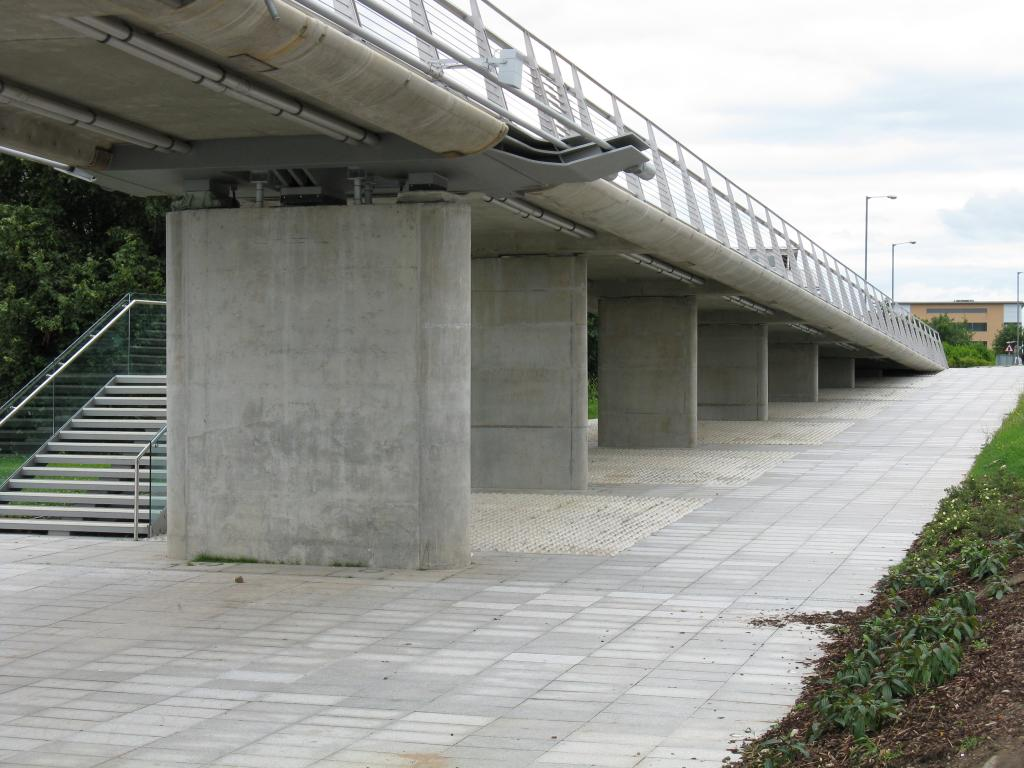
De södra pelarna och infarten.
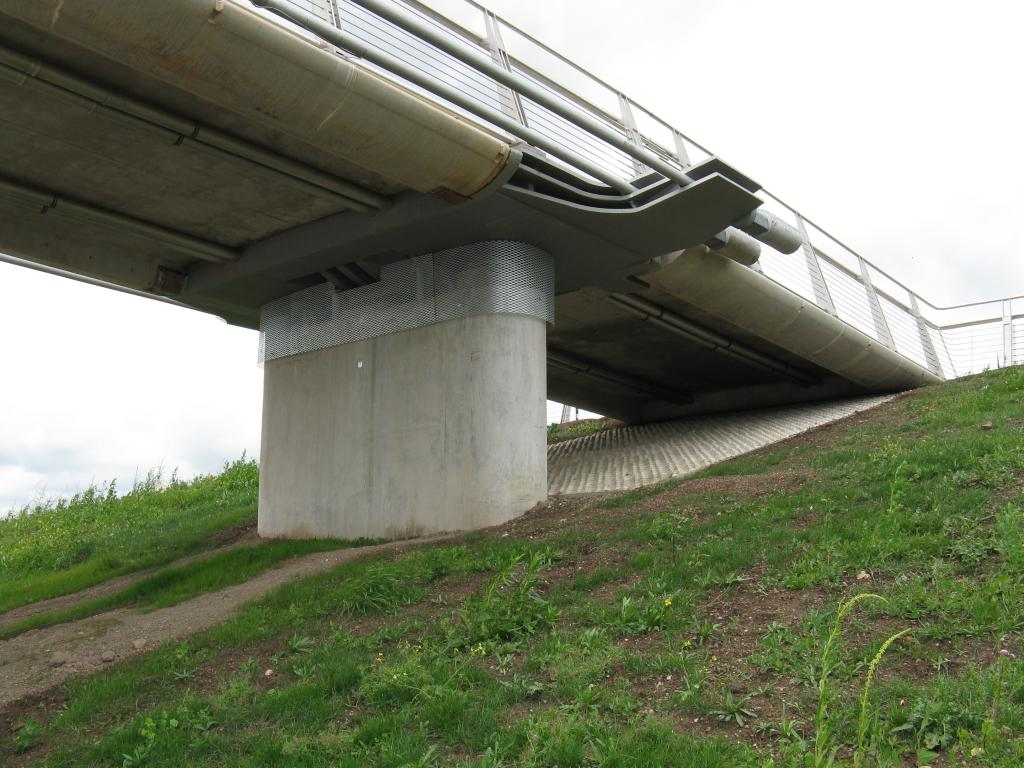
Norra flodbankens pelare och brofäste.
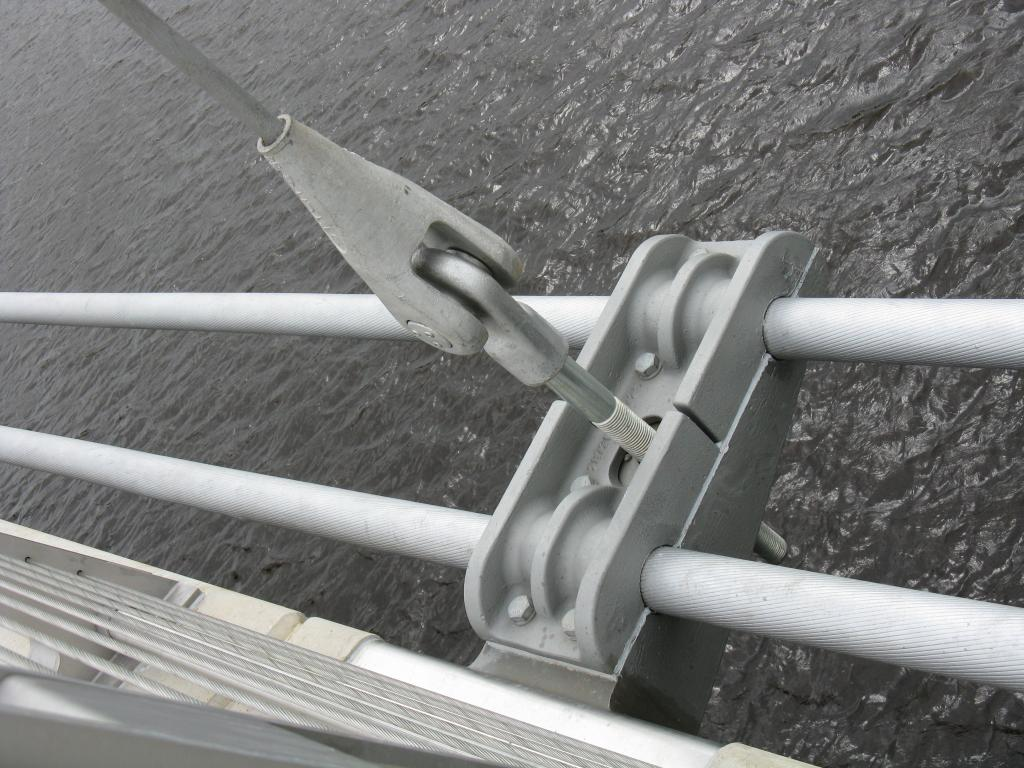
Däck-stöd och vajrar.
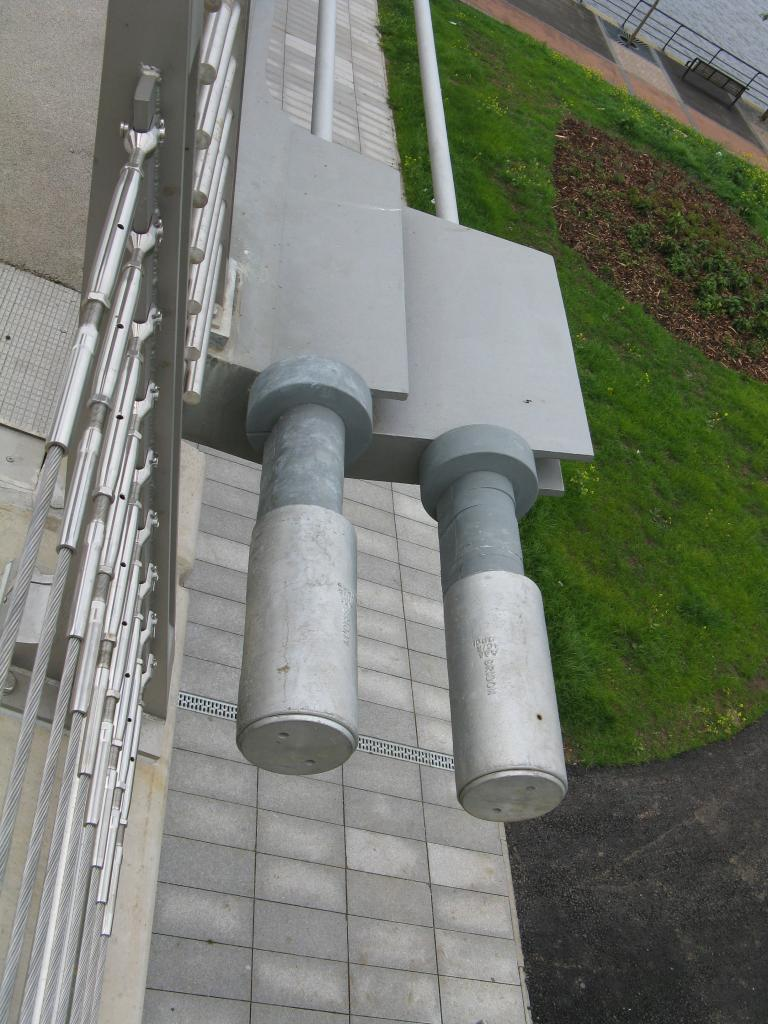
Vajrar på norra flodbanken.
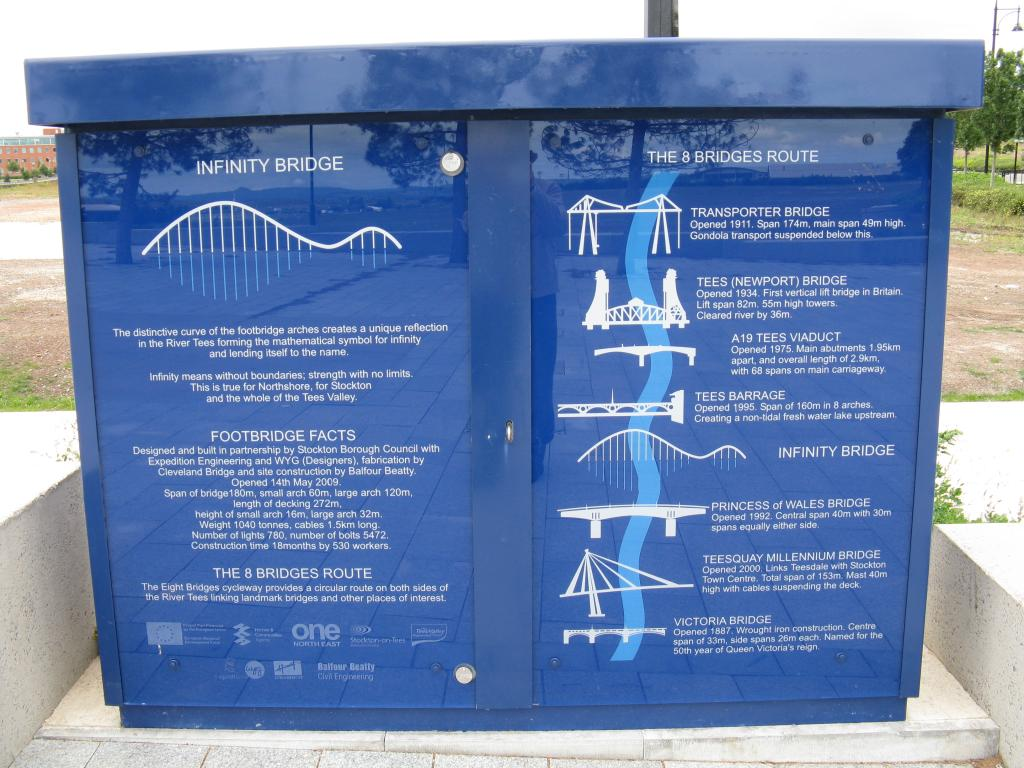
Infinity Bridge informationstavla.
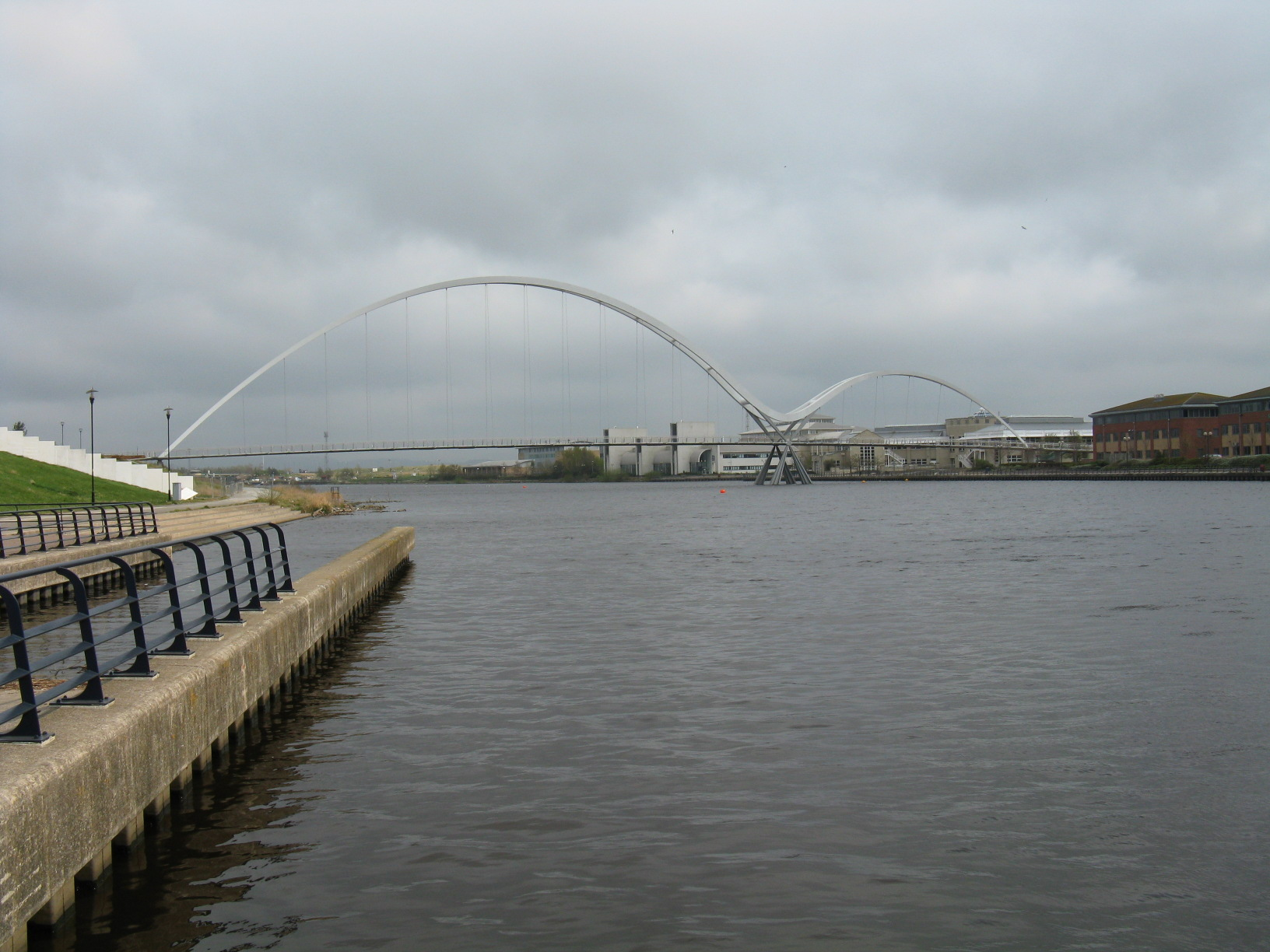
Infinity Bridge från River Tees Watersports Centre.